# Euclystis metagona
Euclystis metagona là một loài bướm đêm trong họ Erebidae.